# 호텔 자허
호텔 자허(독일어: Hotel Sacher)는 오스트리아 빈에 위치한 5성 호텔이다. 호텔은 오스트리아의 명물인 자허토르테의 원조로 유명하다.

## 역사
호텔 자허는 1876년 에드워드 자허 (1843-1892)에 의해 설립되었고 에드워드 자허의 사망 후 그 미망인 안나 자허 (1859-1930)가 운영을 맡게 되었다. 안나 자허의 새로운 운영 방식 아래 호텔 자허는 귀족과 외교관 들이 드나드는 세계 최고급 호텔 반열에 들어선다. 제1차 세계 대전후에도 호텔의 상류급 명성은 이어졌고 비 귀족계층의 출입은 불허했다. 안나 자허의 호텔 운영은 재정 문제를 겪기도 했는데 결국 파산에 이르고 1930년대에 호텔의 소유자가 변경되었다.
1934년부터 지금까지 호텔은 "Eduard Sacher GmbH & Co OHG"라는 회사명으로 "거틀러 가"에서 소유하고 있고 잘츠부르크에 두 번째 호텔도 개업하였다. 제2차 세계 대전 후 연합국의 오스트리아 점령기 동안에 오스트리아와 독일은 분할 점령을 당하게 되는데 호텔 자허는 영국군 본부로 쓰였으며 이는 영화 제3의 사나이에서 볼 수 있다. 2005년 호텔 자허는 옥상에 추가 층을 만드는 공사를 시행했는데 이는 역사적 보존과 관련 큰 동요를 일으켰다.

## 갤러리

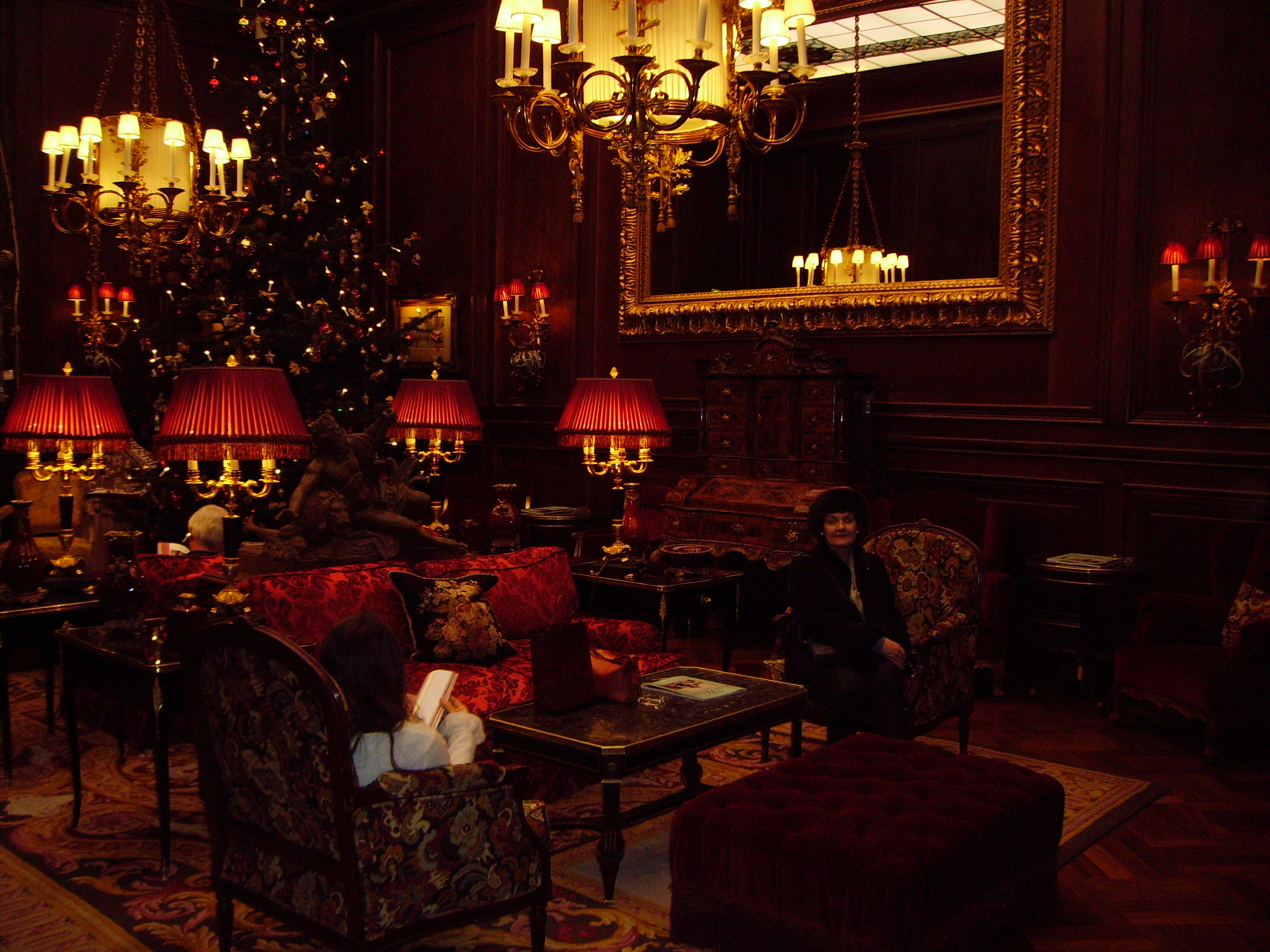
저녁 호텔 라운지
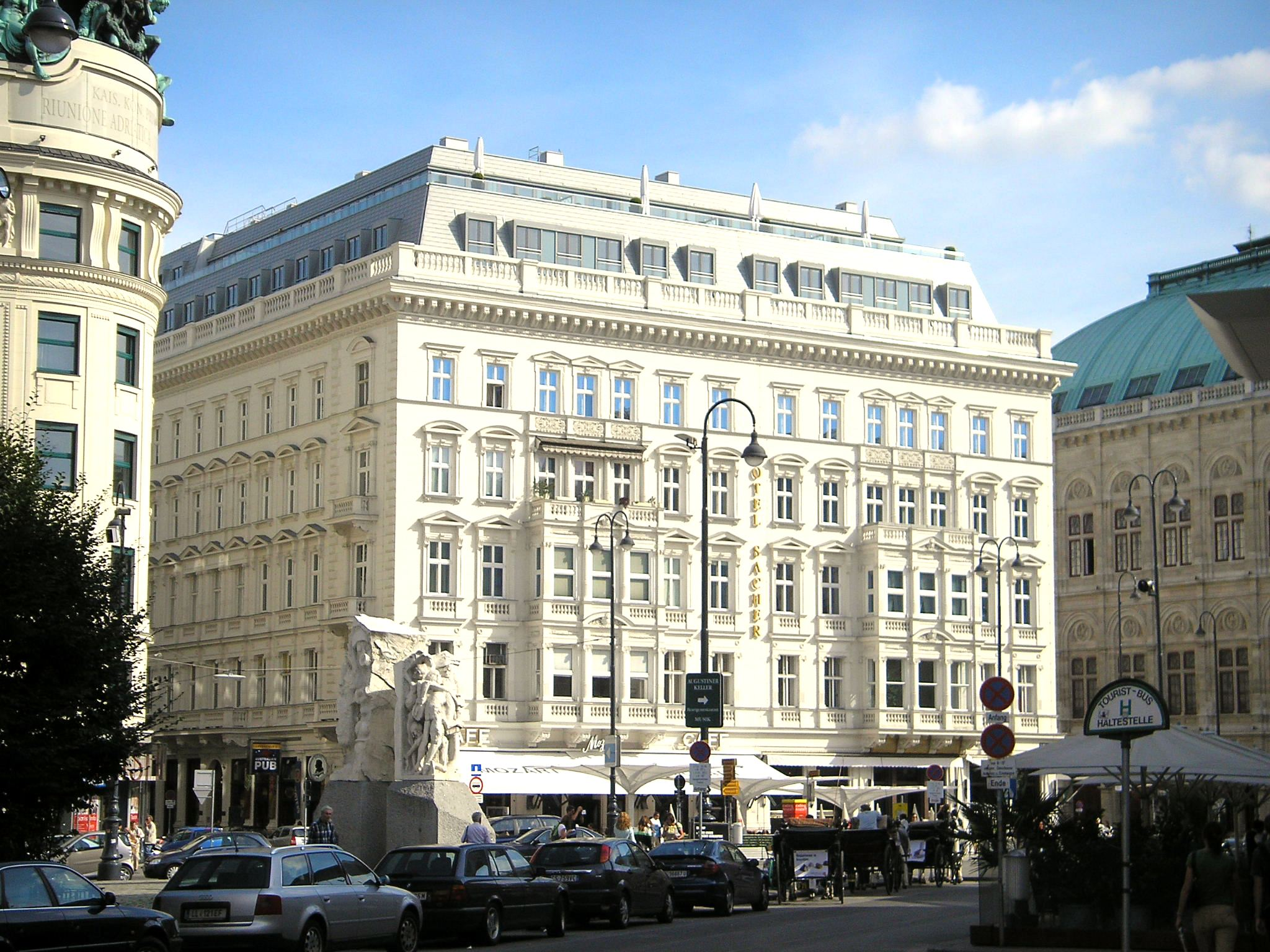
호텔 외관
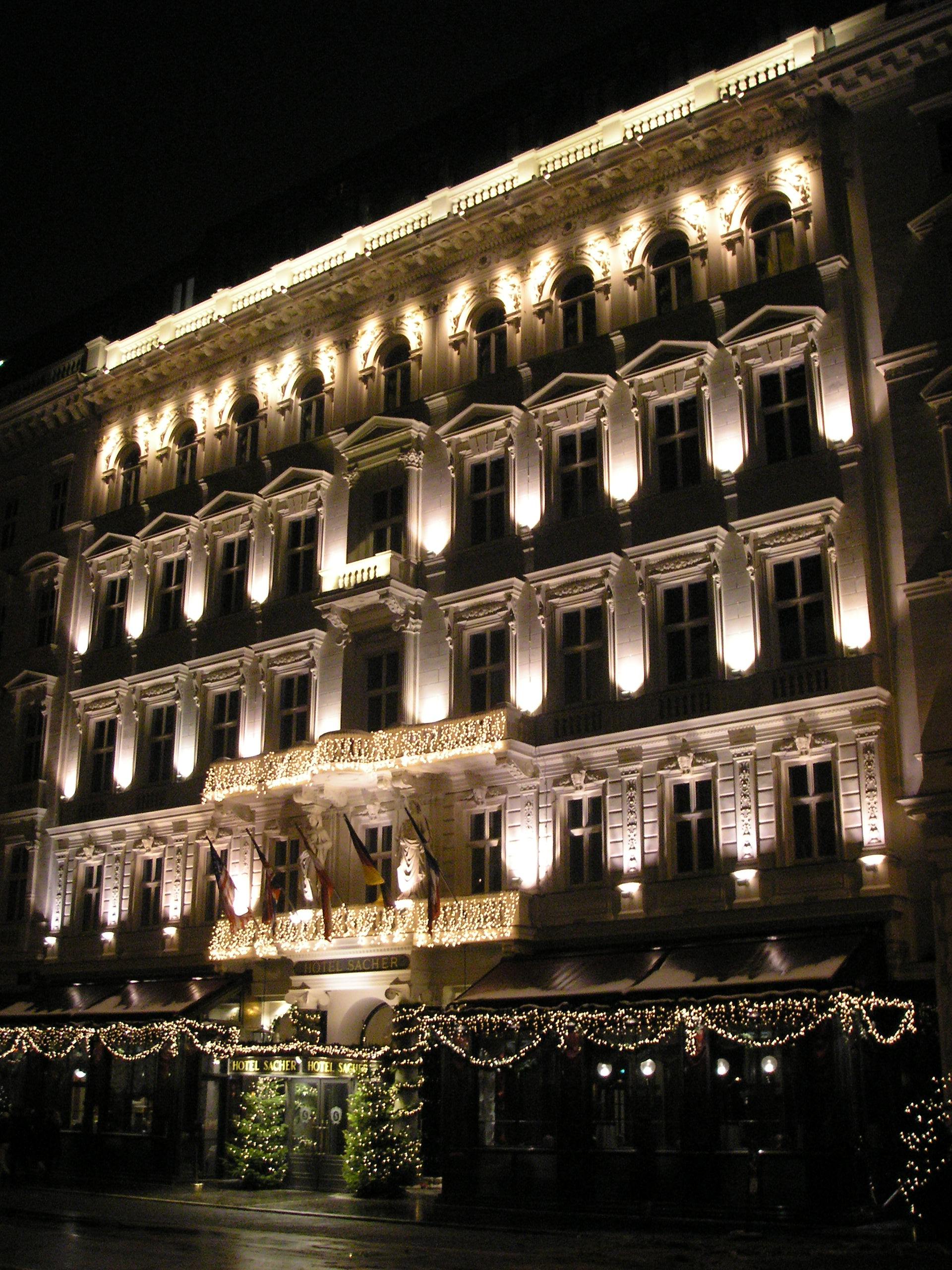
호텔 야경